# Área metropolitana de Shreveport – Bossier City

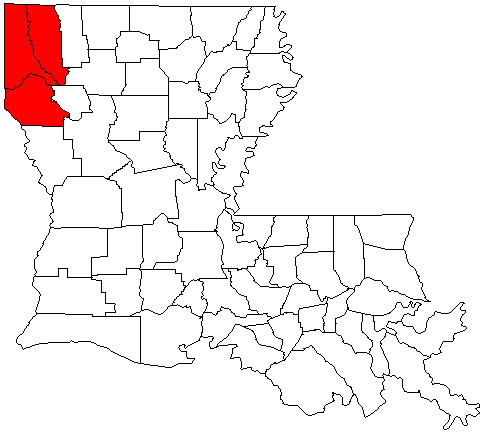
Mapa del estado de Luisiana con el Área Metropolitana de Shreveport – Bossier City resaltada en rojo.

El Área Metropolitana de Shreveport – Bossier City, oficialmente Área Estadística Metropolitana de Shreveport – Bossier City LA MSA según la denominación utilizada por la Oficina del Censo de los Estados Unidos; es un Área Estadística Metropolitana centrada en las ciudades Shreveport y Bossier City, estado de Luisiana, Estados Unidos.  
Cuenta con una población de 398.604 habitantes según el censo de 2010.

## Composición
Las 3 parroquias del área metropolitana y su población según los resultados del censo 2010:
- Bossier – 116.979 habitantes
- Caddo – 254.969 habitantes
- De Soto – 26.656 habitantes

## Principales ciudades del área metropolitana
La ciudad más poblada es Shreveport, seguida en cantidad de habitantes por Bossier City, otras comunidades con más de 5.000 habitantes son Mansfield y Red Chute.